# Atari Games
Atari Games Corporation (Midway Games West після 1999 року) була американським виробником аркадних ігор. Вона була створена у 1985 році, коли відділ монетних аркадних ігор компанії Atari, Inc. був переданий компанією Warner Communications спільному підприємству з Namco. Це була одна з кількох компаній-наступниць, які використовували назву Atari. Компанія розробила та видала ігри для аркад і споживчих ігрових консолей, таких як Commodore 16, Commodore 64, Game Boy, Nintendo Entertainment System (NES) та інших платформ під назвою Tengen. Після того, як у 1994 році Time Warner повернула повне володіння, компанія була продана WMS Industries у 1996 році та стала частиною Midway Games, коли цю компанію відокремила WMS у 1998 році. У 2003 році вона припинила свою діяльність, а її колишні активи були продані назад Warner Bros. Interactive Entertainment у 2009 році після банкрутства Midway.

## Історія
Коли Atari, підрозділ Warner Communications втратив 500$ млн протягом перших трьох кварталів 1983 року, його аркадні автомати були єдиним підрозділом, що заробляв гроші. У 1984 році Warner Communications продала споживацький підрозділ Atari (відповідальний за виробництво гральних консолей) Джеку Треміелу; він назвав свою компанію Atari Corporation. Warner залишив собі аркадний підрозділ і кілька інших активів. Угода між Треміелом і Warner Communications мала пункти, що Atari Games завжди повинна включати в себе "Games" після "Atari" на його логотипі і що Atari Games не могла використовувати бренд Atari на всіх споживчих ринках (комп'ютерів і домашніх консолей). Atari Games зберегли більшість тих же співробітників і менеджерів, які працювали на старому Atari. Вона була здатна вести з багатьма зі своїх проектів до переходу, поки Atari Corp. навпаки, заморозила проєкти, оптимізувала персонал і операцій. У 1985 році контрольний пакет акцій Atari Games була продана Namco (компанія з сильними зв'язками з минулих Atari Inc.), який незабаром втратив інтерес до операційної американської дочірньої компанії. У 1986 році група співробітників купив частку Namco.
Atari Games продовжували виробляти аркадні ігри та одиниці, починаючи з 1987 року, також продаються картриджі для Nintendo Entertainment System під торговою маркою Tengen, включаючи версію тетріса. Компанії обмінялися цілий ряд позовів наприкінці 1980-х років у зв'язку зі спорів з приводу прав на Тетріс і Tengen в обхід блокування чипа від Nintendo, що не дозволило третім сторонам створювати несанкціоновані гри. (Юридичні бої Atari Games з Nintendo не слід плутати з інтересами колишньої материнської компанії Atari також обмінялися судові процеси з Nintendo наприкінці 1980-х та початку 1990-х років.) Позов, нарешті, досягли угоди в 1994 році, з Atari Games що вона платить готівкою Nintendo на ушкодження і використання декількох патентних ліцензій.